# François Boulay
François Boulay és un guionista de cinema i televisió quebequès, conegut per ser el coguionista amb Jean-Marc Vallée de la pel·lícula C.R.A.Z.Y.(2005) i com a guionista de la sèrie dramàtica de televisió Providence. És graduat per l'Escola Nacional de Teatre del Canadà i té un Bachelor of Arts per la Universitat de Quebec a Mont-real. C.R.A.Z.Y. es va basar en part en els propis records de Boulay d'adolescència com a gai. El 2006 Boulay i Vallée van guanyar el premi Genie al millor guió original, i el premi Jutra al millor guió.